# 凯尔·纳顿
基爾·諾頓（英語：Kyle Naughton，1988年11月17日—）出生於英格蘭約克郡-亨伯區域南约克郡的设菲尔德，是一名職業足球員，司職右閘，亦可擔任右中場，於2009年夏季由出身的英冠球會錫菲聯轉投英超的熱刺，現時效力英超球會史雲斯。

## 生平

### 球會
基爾·諾頓出身錫菲聯青訓系統，自8歲已加入球會，曾於2006/07年球季以隊長身份帶領錫菲聯青訓學院打入英格蘭足總青年盃八強。

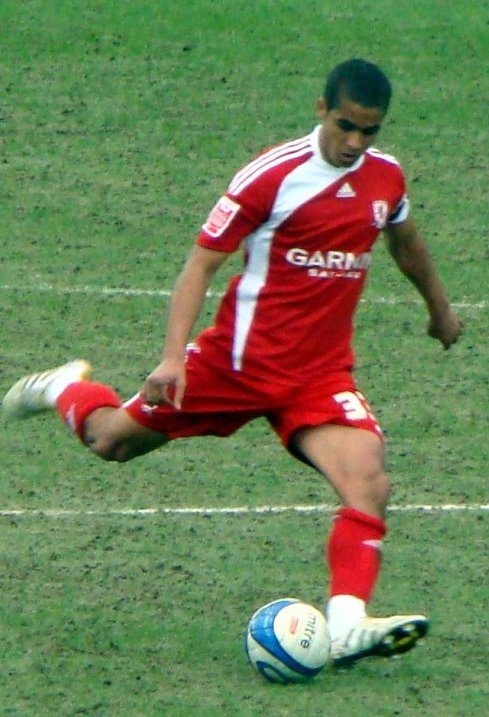
外借效力米度士堡

基爾·諾頓於2008年1月11日獲外借到蘇超正處於財困的基特拿直到球季結束，並於1月16日首次披甲出戰格拉斯哥流浪。他在餘下的球季一直獲得上陣的機會，期間基特拿進行財務重組，但錫菲聯願意支付其保險費用，讓他繼續留隊汲取上陣經驗。諾頓為基特拿上陣18場，在對些路迪及福爾柯克兩場比賽獲選為「最佳球員」（man of the match），惟最後球會仍因資不抵債以散班終結。
返回錫菲聯的基爾·諾頓於翌季獲得機會首次代表一隊上陣，於2008年8月13日在英格蘭聯賽盃第一圈對維爾港完場前後補入替（Lee Hendrie）。8月27日第二圈作客對同樣來自約克郡的哈德斯菲爾德，諾頓於下半場後補入替大卫·卡尼，在83分鐘射球撞中守將改變方向入網，為球隊反勝2-1。9月27日主場2-1擊敗屈福特，諾頓首次在聯賽正選上陣。自此以後，諾頓鞏固其右閘位置，並逐漸成為常規正選，諾頓的表現出色，並吸引英超球會包括阿仙奴及阿士東維拉的注意。2009年1月13日英格蘭足總盃第三圈作客4-1淘汰奧連特，諾頓再在盃賽有一球斬獲。2月26日足總盃第五圈重賽作客再戰侯城，上半場24分鐘諾頓頂球不慎誤中已方門楣再彈地而出，但球證判定皮球已越過球門白線，這記「烏龍球」為對手先開紀錄，亦引起極大爭議，最終錫菲聯以1-2敗陣而回，賽後球證彼得·禾頓（Peter Walton）承認犯錯。3月14日主場對打比郡，諾頓於開賽後7分鐘先拔頭籌兼個人在聯賽「開齋」，錫菲聯4-2獲勝後繼續向升級目標進發。4月26日諾頓入選PFA英冠年度最佳陣容，年僅20歲及首季出任正選的諾頓是陣中最年青的一員。
2009年7月10日錫菲聯宣佈接納英超球會愛華頓約500萬英鎊的出價，諾頓將與愛華頓商討私人條件，追隨師兄積基卡的腳步，加盟這支默西賽德郡球隊。7月22日諾頓卻選擇與隊友（Kyle Walker）一同投效熱刺，轉會費有透露，估計兩人合共為1,000萬英鎊，但熱刺陣中已有6名閘位球員，競爭正選席位非常劇烈。2009/10年球季上半季諾頓僅為熱刺後補上陣3場，於2010年2月1日被外借到英冠球會米杜士堡直到球季結束。
2010年10月14日諾頓再被外借到英冠球會莱斯特城直至翌年1月，期間出席球隊全部16場聯賽及射入兩球。2011年1月8日獲延長借用至球季結束。球季結束前諾頓再度入選「PFA英冠年度最佳陣容」，是三年內的第二次，其後亦當選李斯特城年度最佳青年球員。
2011年7月21日諾頓又再收拾行裝，再被借用到新升英超的诺里奇城，為期一整個球季。
2015年1月22日，由於在熱刺一直未能取得正選席位，諾頓以500萬英鎊轉投史雲斯。

### 國家隊
基爾·諾頓在2004/05年球季曾參加英格蘭U15的訓練營。2008年11月11日諾頓在僅為錫菲聯一隊上陣13場後獲英格蘭U21徵召，備戰在錫菲聯主場巴拉摩徑球場（Bramall Lane）對捷克U21的友誼賽，賽前領隊皮雅斯已表明會派遣諾頓上陣，11月18日諾頓在下半場60分鐘後補入替，首次參加國際賽，賽後獲皮雅斯點名稱讚。2009年2月10日英格蘭U21到西班牙马拉加迎戰厄瓜多爾，諾頓第二次後補上陣。
基爾·諾頓入選英格蘭U21參賽2011年歐洲U-21足球錦標賽外圍賽大軍名單，9月4日作客出戰馬其頓U21更首次獲派正選上陣。

## 榮譽
個人
- PFA英冠年度最佳陣容：2009年、2011年；

## 外部連結
- （英文）足球数据库：基爾·諾頓的球员统计数据
- （英文）錫菲聯官網：基爾·諾頓簡歷
- （英文）錫菲聯官網：預備隊球員簡歷